# Yat nim mou ming
Yat nim mou ming (bra Mad World) é um filme de drama honconguês de 2017 dirigido por Wong Chun, com roteiro de Chor Hang Chan.
Foi selecionado como representante de seu país ao Oscar de melhor filme estrangeiro em 2018.

## Elenco
- Shawn Yue - Tung
- Eric Tsang - pai de Tung
- Elaine Jin - mãe de Tung
- Charmaine Fong - Jenny
- Steve Lee - pai de Jenny